# Université agricole nationale d'Omsk
L'université agricole nationale d'Omsk Piotr Stolypine (Омский государственный аграрный университет) est une université d'enseignement et de recherches dans le domaine de l'agriculture et de l'agronomie située à Omsk en Russie. Elle a été fondée en 1918 sous le nom d'institut agricole de Sibérie. En 1994, l'institut a pris sa dénomination actuelle avec l'intégration de l'institut vétérinaire. C'est aujourd'hui l'un des établissements d'enseignement agricole parmi les plus importants du pays. L'université a formé depuis sa fondation plus de soixante mille spécialistes. Elle accueille environ 10 000 étudiants et 800 enseignants.

## Facultés
L'université comprend les facultés suivantes :
- Faculté d'agronomie
- Faculté d'agrochimie, de pédologie et d'écologie
- Faculté de sciences humaines
- Faculté de zoologie
- Faculté de technologie alimentaire
- Faculté d'hydrocanalisation
- Faculté de mathématiques et de sciences naturelles
- Faculté de travaux d'organisations agraires
- Faculté des services techniques d'économie agricole

## Instituts
L'université dispose de cinq instituts :
- Institut de médecine vétérinaire
- Institut d'économie et de finances
- Institut des travaux et du cadastre
- Institut du service technique agricole
- Institut d'enseignement par correspondance et de formation professionnelle

## Anciens élèves notables
- Grigori Beï-Bienko (1903-1971), entomologiste
- Gabit Musirepov (1902-1985), écrivain
- Sergueï Zalyguine (1913-2000), écrivain et journaliste soviétique